# Ділянка лісу-2 (Краснопільський район)
Ділянка лісу - 1 — заповідне урочище в Україні. Об'єкт природно-заповідного фонду Сумської області. 
Розташований у лісовому фонду ДП «Краснопільський лісгосп» на північ від с. Новодмитрівка. Площа 4,9 га. Створене з метою збереження унікального дубового насадження віком понад 120 років, що є зразком лісокультурної справи ХІХ ст. Осередок типових та рідкісних рослин і тварин.